# Paul Frenzel
Johann Ludwig Ferdinand Paul Frenzel (* 8. Juni 1824 in Dresden; † 3. Juli 1872 ebenda) war ein deutscher Landschafts- und Tiermaler.
Paul Frenzel war ein Sohn des Kupferstechers Johann Gottfried Abraham Frenzel und Bruder des Malers Friedrich August Frenzel. Er begann 1839 ein Studium an der Kunstakademie in Dresden und lebte anschließend bis zu seinem Tod in Dresden als Maler und Zeichenlehrer. Ab 1846 lieferte er landschaftliche Darstellungen in Öl, die er meist mit Gruppen von Schafen und Ziegen belebte. Auf Reisen an die Ostsee, nach Nordböhmen und Tirol fand er seine Motive. Ab Mitte der 1850er Jahre wandte er sich fast ausschließlich der Tiermalerei zu. In den letzten Lebensjahren entstanden noch einige Aquarelle von Landschaften und Architekturdenkmalen aus der Umgebung von Dresden, aus Thüringen und dem Harz.